# Metafraza
Metafraza (gr. μετάφρασις metáphrasis przekład) – dosłowne tłumaczenie (przekład) z jednego języka na inny słowo po słowie i linia po linii dokonany w celu dokładnego oddania treści, bez uwzględniania walorów artystycznych. Metafraza oznacza również przerobienie wiersza na prozę lub prozy na wiersz.
Stanowi przeciwieństwo parafrazy 
pochodzącej od greckiego słowa paraphrasis i oznaczające „wyrażanie czegoś innymi słowami”, czyli polegające na swobodnej przeróbce tekstu lub tłumaczenia, które rozwija i modyfikuje treść oryginału, zachowując jednak jego zasadniczy sens. 
Termin „parafraza” jest zazwyczaj stosowany w teorii literatury, w przeciwieństwie do terminu „metafraza”, używanego tylko w teorii tłumaczeń.
Termin „metafraza” został użyty po raz pierwszy przez Filona z Aleksandrii w dziele De vita Mosis.